# Varga-tói-patak
A Varga-tói-patak a Börzsönyben ered, Drégelypalánk településtől délre, Nógrád vármegyében, mintegy 300 méteres tengerszint feletti magasságban. A patak forrásától kezdve északi irányban halad, majd eléri a Hévíz-patakot.